# ويليام أوستن ويتينج
ويليام أوستن ويتينغ (بالإنجليزية: William Austin Whiting) ـ (1843 – 18 يناير 1908) هو محامٍ أمريكي شغل منصب وزير العدل في مملكة هاواي، كما شغل منصب قاضٍ في المحكمة العليا لجمهورية هاواي، ثم في إقليم هاواي بعد ضم الولايات المتحدة لجزر هاواي.

## الحياة المبكرة والتعليم
ولد ويتينغ سنة 1843 في تشارلزتاون بولاية ماساتشوستس الأمريكية، وهو سليل عائلة بارزة من نيو إنجلاند. تخرج في جامعة هارفارد، ثم مارس المحاماة في بوسطن، ماساتشوستس.

## في هاواي
انتقل ويتينغ إلى هونولولو بجزر هاواي سنة 1880. وفي 17 نوفمبر 1886، عُين قاضيًا في الدائرة الأولى من محكمة هاواي العليا. ثم في عام 1887، عُين عضوًا في مجلس الملك كلاكوا، وزيرًا للعدل، وشغل هذا المنصب حتى عام 1891.
في 14 يونيو 1891، عُين مرة أخرى وزيرًا للعدل في عهد الملكة ليليووكالاني، وبقي في هذا المنصب حتى 1 أكتوبر 1891، ثم عُين قاضيًا مساعدًا في المحكمة العليا لمملكة هاواي.
في عام 1895، ترأس ويتينغ المحكمة العسكرية التي حاكمت الملكة ليليووكالاني بعد فشل ثورة استهدفت استعادة الملكية، حيث اتُهمت بحيازة أسلحة وذخائر كانت مخبأة في أراضي القصر الملكي.
بعد ضم هاواي إلى الولايات المتحدة سنة 1898، تم تعيين ويتينغ في 4 يوليو 1900 قاضيًا في المحكمة العليا لإقليم هاواي، وهو المنصب الذي شغله حتى وفاته.

## الوفاة
توفي ويتينغ في 18 يناير 1908 في هونولولو عن عمر ناهز 65 عامًا، إثر إصابته بالتهاب الزائدة الدودية.